# Rebolledo de la Torre
Rebolledo de la Torre település Spanyolországban, Burgos tartományban. Rebolledo de la Torre Aguilar de Campoo, Valle de Valdelucio, Humada, Sotresgudo és Alar del Rey községekkel határos. Lakosainak száma 92 fő (2024).

## Népesség
A település népessége az utóbbi években az alábbiak szerint változott:
| Lakosok száma | 170  | 167  | 160  | 144  | 139  | 124  | 116  | 102  | 95   | 92   |
|               | 2001 | 2004 | 2006 | 2009 | 2011 | 2014 | 2016 | 2019 | 2021 | 2024 |